# Medicago intertexta
Medicago intertexta é uma espécie de planta com flor pertencente à família Fabaceae. 
A autoridade científica da espécie é (L.) Mill., tendo sido publicada em The Gardeners Dictionary: eighth edition no. 4. 1768.
Os seus nomes comuns são luzerna-brava ou trevagem.

## Portugal
Trata-se de uma espécie presente no território português, nomeadamente em Portugal Continental e no Arquipélago da Madeira.
Em termos de naturalidade é nativa das duas regiões atrás indicadas.

## Protecção
Não se encontra protegida por legislação portuguesa ou da Comunidade Europeia.